# Hatley (Wisconsin)
Hatley és una població dels Estats Units a l'estat de Wisconsin. Segons el cens del 2000 tenia 476 habitants.

## Demografia
Segons el cens del 2000, Hatley tenia 476 habitants, 185 habitatges, i 133 famílies. La densitat de població era de 206,5 habitants per km².
Dels 185 habitatges en un 34,6% hi vivien nens de menys de 18 anys, en un 61,6% hi vivien parelles casades, en un 5,4% dones solteres, i en un 28,1% no eren unitats familiars. En el 19,5% dels habitatges hi vivien persones soles el 8,6% de les quals corresponia a persones de 65 anys o més que vivien soles. El nombre mitjà de persones vivint en cada habitatge era de 2,57 i el nombre mitjà de persones que vivien en cada família era de 2,97.
Per edats la població es repartia de la següent manera: un 26,3% tenia menys de 18 anys, un 10,3% entre 18 i 24, un 34,9% entre 25 i 44, un 16,4% de 45 a 60 i un 12,2% 65 anys o més.
L'edat mediana era de 31 anys. Per cada 100 dones de 18 o més anys hi havia 105,3 homes.
La renda mediana per habitatge era de 47.875 $ i la renda mediana per família de 48.125 $. Els homes tenien una renda mediana de 32.917 $ mentre que les dones 24.861 $. La renda per capita de la població era de 20.373 $. Aproximadament el 4,2% de les famílies i el 4,7% de la població estaven per davall del llindar de pobresa.

## Poblacions més properes
El següent diagrama mostra les poblacions més properes.